# Wilhelm Dachauer

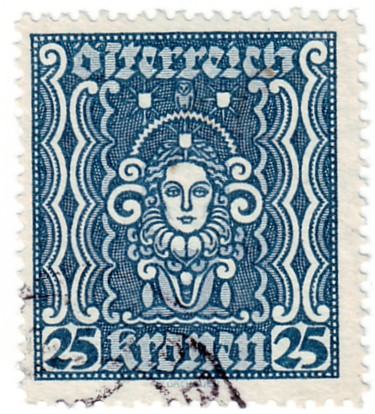
Dauermarke aus dem Jahre 1922

Wilhelm Dachauer (* 5. April 1881 in Ried im Innkreis, Österreich-Ungarn; † 26. Februar 1951 in Wien) war ein österreichischer Maler.

## Leben und Werk

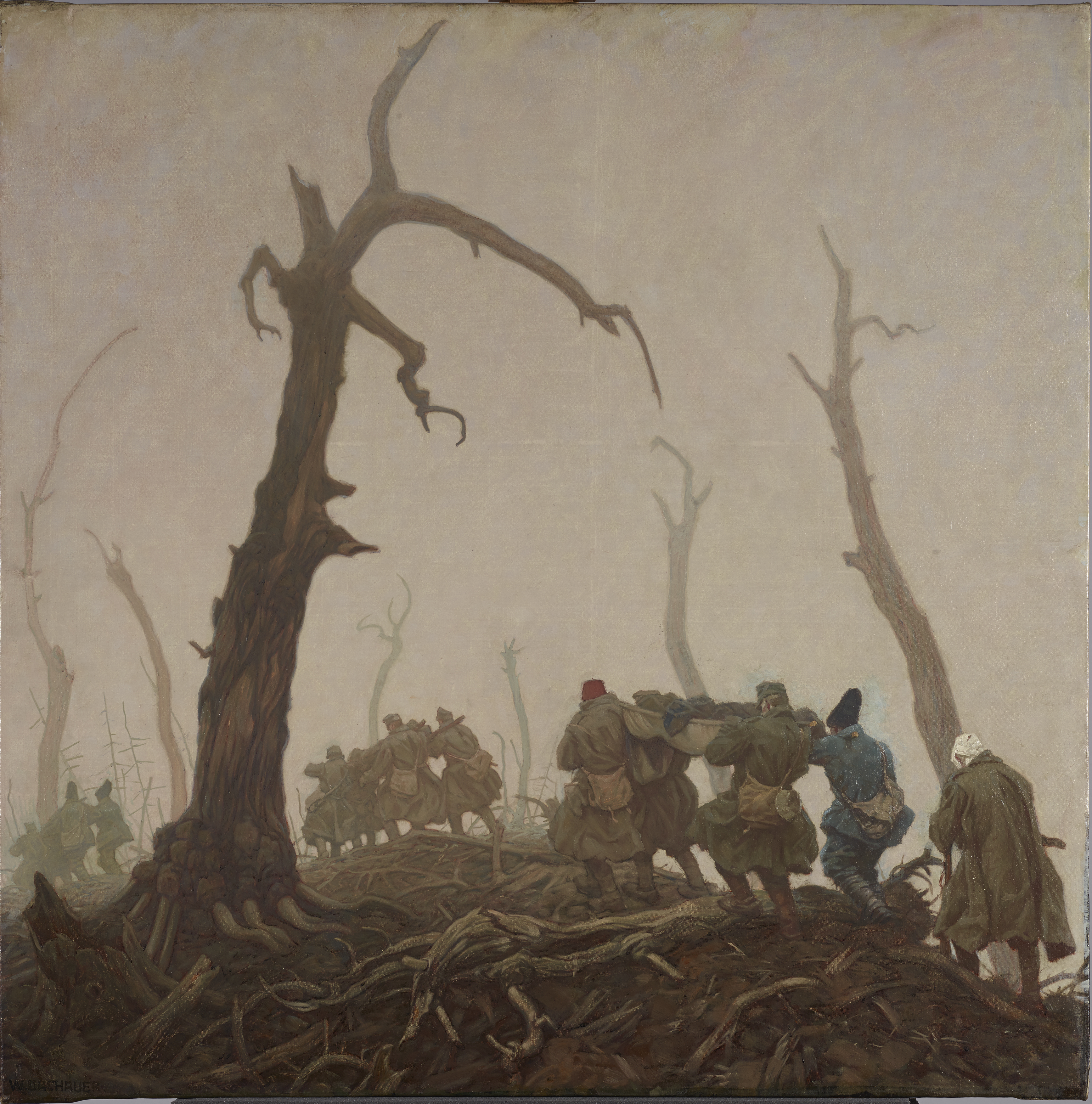
Verwundetentransport (1916); Öl auf Leinwand

Wilhelm Dachauer studierte von 1899 bis 1907 an der Wiener Akademie und war von 1927 bis 1945 an selbiger Professor.
Einem breiten Publikum war Dachauer eher unbewusst durch die von ihm gestalteten österreichischen Briefmarkenausgaben bekannt, darunter die Nibelungensageserie (1926), die Heerführerserie (1935), die Erfinderserie (1936), die Ärzteserie (1937) oder eine Sonderausgabe von Engelbert Dollfuß (1936). Seine Nibelungenserie wurde 1926 in Philadelphia als „schönste Briefmarke der Welt“ ausgezeichnet. Nach dem Anschluss Österreichs an Hitler-Deutschland und dem Überfall auf Polen wurden auch viele Briefmarken des so genannten Generalgouvernements sowie einige Marken des Deutschen Reiches nach Entwürfen von Dachauer ausgeführt. Dachauer malte den Granitsteinbruch im Konzentrationslager Mauthausen. Er war vor dem Anschluss illegaler Nationalsozialist, aber beantragte erst am 10. Juli 1940 die Aufnahme in die NSDAP und wurde zum 1. Oktober desselben Jahres aufgenommen (Mitgliedsnummer 8.452.073). Dachauer stand 1944 in der Gottbegnadeten-Liste des Reichsministeriums für Volksaufklärung und Propaganda.
Nach 1945 entwarf Dachauer weitere österreichische Briefmarken, unter anderem die Heimkehrerserie von 1949.
Zehn Glasfenster und ein Altarbild in der Krankenhauskapelle Ried (1928) sind von Dachauer gestaltet, darüber hinaus sind Porträts von Julius Wagner-Jauregg und Viktor Kaplan erhalten. Um 1920 hat er für die Firma Ferd. Piatnik & Söhne Tarock-Spielkarten entworfen, die jedoch nie gedruckt wurden. Die Entwürfe befinden sich im Museum Innviertler Volkskundehaus in Ried/Innkreis (Oberösterreich).
Er ruht in einem ehrenhalber gewidmeten Grab auf dem Wiener Zentralfriedhof (12D-1-24).
Heute ist eine Straße, nämlich die Wilhelm-Dachauer-Straße in Eßling im 22. Wiener Gemeindebezirk, nach dem Maler benannt.

## Philatelie
- Zum 100. Geburtstag von Wilhelm Dachauer wurde am 6. April 1981 ein Postwertzeichen durch die Post von Österreich zur Ausgabe gebracht (Michel-Katalog Nr. 1666). Es zeigt einen Entwurf von Wilhelm Dachauer zur Nibelungensagenserie aus dem Jahr 1926.
- Dazu gab es einen Sonderstempel von 1150 Wien mit einem hierzu passenden Motiv.

## Schriften
- Wilhelm Dachauer, Gemälde und Briefmarken, 1963